# Curso (medicina)
En medicina, el término curso generalmente tiene uno de dos significados, ambos reflejan el sentido de " camino por el que algo o alguien se mueve... proceso o secuencia o pasos":
- Un curso de medicación es un período de tratamiento continuo con medicamentos, a veces con dosis variables y en combinaciones particulares. Por ejemplo, el tratamiento con algunos medicamentos no debe terminar abruptamente. En cambio, su curso debe terminar con una dosis decreciente.

- Antibióticos: es importante tomar el ciclo completo de antibióticos para prevenir la reinfección y/o el desarrollo de bacterias resistentes a los medicamentos.

- Esteroides: tanto para el tratamiento con esteroides a corto como a largo plazo, al suspender el tratamiento, la dosis se reduce en lugar de terminar abruptamente. Esto permite que las glándulas suprarrenales reanuden la producción natural de cortisol del cuerpo. La discontinuación abrupta puede resultar en insuficiencia suprarrenal; y/o síndrome de abstinencia de esteroides (un efecto rebote en el que regresan los síntomas exagerados).

- El curso de una enfermedad, también llamado su historia natural,[1] se refiere al desarrollo de la enfermedad en un paciente, incluyendo la secuencia y velocidad de las etapas y formas que toman.[2] Los cursos típicos de enfermedades incluyen:

- Crónico
- Recurrente
- Subagudo: en algún lugar entre un curso agudo y crónico
- Agudo: comienza abruptamente, se intensifica rápidamente, no dura mucho
- Fulminante o hiperagudo: particularmente agudo, especialmente si es inusualmente violento

Se puede decir que un paciente está al principio, a la mitad o al final, o en una etapa particular del curso de una enfermedad o tratamiento. Un precursor es un signo o evento que precede al curso o una etapa particular en el curso de una enfermedad, por ejemplo, los escalofríos a menudo son precursores de la fiebre.